# Indices de pouvoir
 (septembre 2016).
Améliorez-le ou discutez des points à vérifier. 
Un indice de pouvoir est un outil utilisé en politique microéconomique, une branche de l'économie, qui a été développée en premier par Lloyd Shapley et Martin Shubik en 1954 pour mesurer le pouvoir des participants à un jeu de vote suivant l'hypothèse qu'ils ne disposent pas tous du même nombre de voix.

## Introduction
Les différents intervenants, qui prennent part aux décisions de nombreuses institutions grâce à des procédures de vote, ne disposent pas tous du même poids, autrement dit du même nombre de votes. Cette façon de procéder se justifie par des raisons qui sont variées. Dans le cas des organisations internationales comme l'Union européenne, il s'agit de représenter à peu près équitablement les populations de tailles différentes des pays membres. Les différences dans le nombre de représentants attribués à chaque commune membre d'une même intercommunalité ont pour origine ce même genre de motivation.
Dans le cas des assemblées générales d'actionnaires, de copropriétaires ou bien encore dans les institutions monétaires internationales, les votes peuvent être aussi allouer en tenant compte des contributions financières de chacun des participants à la décision collective.
Enfin, un processus démocratique peut être à l'origine des différences de poids: le nombre de sièges que détient un parti dans une assemblée démocratique détermine son poids.
L'idée sous-jacente, quelles que soient les raisons conduisant à l'attribution de différents poids aux différents électeurs, est toujours la même: cela consiste, dans un processus de choix collectif, à donner plus de pouvoir de décision à certains intervenants. Instinctivement, plus un votant a du poids, c'est-à-dire dispose de votes, plus il est perçu comme puissant et il y a ainsi matière à être tenté de croire que le pouvoir d'un vote correspond à son poids. Cette idée s'illustre par l'exemple suivant : les États-Unis sont souvent présentés comme  disposant de 18 % du pouvoir de vote au Fonds monétaire international et la Banque mondiale puisqu'ils y possèdent 18 % du total des votes. Cette vision des choses ne correspond pas à la réalité et l'exemple suivant, emprunté à Demange, permet de s'en convaincre. Dans le cas d'une assemblée tripartite, constituée d'un petit parti disposant de 6 % des sièges et de deux grands partis réunissant 47 % des sièges, on a deux situations :
- si des décisions sont prises à la majorité (simple) des votes, alors le petit parti a a priori  autant de pouvoir que les autres (puisqu'il a la même capacité que les deux autres à former une majorité) ;
- si en revanche, le seuil de décision est fixé à 2/3, le petit parti perd tout pouvoir (puisqu'une décision ne peut-être prise qu'avec l'accord des deux grands partis)[3].

La réalité du pouvoir de décision, c'est-à-dire la capacité d'influencer l'issue d'un vote, dépend ainsi de deux choses:
- la répartition complète des poids (la donnée du seul poids d'un électeur ne suffit pas à déterminer son pouvoir),
- la règle de vote.

La question est alors la suivante : comment peut se traduire de manière numérique la réalité des rapports de force au sein d'un processus de décision collective ? Une tentative de réponse est apportée par les indices de pouvoir. Leur intérêt est double :
- ils sont en mesure d'analyser la répartition du pouvoir de vote entre les différents membres d'un processus de décision collective (d'où leur utilisation intensive dans l'étude du pouvoir au cœur de différents parlements nationaux ou institutions internationales, selon la règle de vote employée) ;
- ils permettent de mesurer l'impact d'un changement dans les règles de décisions sur le pouvoir des différents membres d'une assemblée (cette utilisation prospective pouvant aider à choisir les mécanismes vérifiant certains principes d'équité comme le fait que le pouvoir des intervenants soit proportionnel à leur poids).

On peut donc se servir des indices de pouvoir aussi bien dans un but normatif qu'à des fins positives ou descriptives.

## Historique
Le premier indice de pouvoir défini de manière formelle est celui de Shapley et Shubik. Durant vingt ans les débats se sont principalement focalisés sur l'analyse et la comparaison de cet indice et de son principal concurrent apparu quelques années après et attribué à Banzhaf. Au cours des vingt cinq années suivantes, et plus particulièrement les dix dernières, la littérature sur les indices a été considérablement entendue et remodelée. Tout d'abord un grand nombre d'indices ont été créés au cours de cette période. Ensuite les approches ont été diversifiées et les auteurs plus nombreux, permettant d'enrichir le débat comme en témoignent les deux ouvrages de Felsenthal et Machover
 et de Holler et Owen. Cette évolution a été particulièrement sensible en Europe où l'organe principal de décision de l'Union, le Conseil des Ministres, utilise une règle de vote pondéré : les problèmes de pondération posés par les élargissement successifs de 1995 et 2004 ont généré un grand nombre d'articles et relancé l'intérêt des chercheurs, et des politiques, pour l'analyse du pouvoir de vote.

## Définitions, exemples et notations
L'étude du pouvoir de vote a été réalisée, pour la majeure partie, en se fondant sur la théorie des jeux coopératifs. Ce sont donc les notions et les outils de cette théorie qu'utilisent les indices de pouvoir. Le but de cette partie est de d'expliquer les notations employées et présenter les éléments de théorie des jeux qui seront utiles.

### Définition d'un jeu de vote
Un jeu de vote (ou jeu de contrôle) est un couple (N,v) où N={1,...,i,...,n} représente l'ensemble des "joueurs" (ici les votants) et v une valeur appartenant à {0,1} telle qu'à chaque groupe d'individus on associe à chaque fois un nombre.

### Définition d'une coalition gagnante
Une coalition {\displaystyle S} est dite gagnante si {\displaystyle v(S)=1} et perdante {\displaystyle v(S)=0}. On note {\displaystyle s} le nombre de joueurs dans {\displaystyle S}, {\displaystyle G(v)} l'ensemble des coalitions gagnantes et {\displaystyle G_{i}(v)} l'ensemble des coalitions gagnantes contenant le joueur {\displaystyle i}.
Remarque no 1 : Si l'on considère l'ensemble des joueurs comme un ensemble d'individus prenant part à un processus de décision collective, on peut généralement modéliser ce processus par un jeu de vote. Une coalition gagnante est alors définie comme un ensemble de votants tels que s'ils votent à l'unanimité pour une proposition, celle-ci est adoptée. On peut définir cette coalition comme une majorité généralisée.
Remarque no 2 : La valeur v indique alors le statut de chaque coalition et par conséquent autorise la formalisation du processus de décision collective. Dans cette configuration l'abstention est exclue: devant une proposition, le joueur n'a le choix de voter qu'entre "oui" et "non".

### Définition d'un joueur décisif
Un individu {\displaystyle i} est dit décisif pour une coalition gagnante {\displaystyle S} si le retrait de ce participant rend la coalition {\displaystyle S} perdante, c'est-à-dire si {\displaystyle v(S)=1} et {\displaystyle v(S\setminus \{i\})=0}. On note {\displaystyle d(S)} le nombre de joueurs décisifs dans la coalition {\displaystyle S}, {\displaystyle D_{i}(v)} l'ensemble des coalitions pour lesquelles le joueur {\displaystyle i} est décisif et {\displaystyle d_{i}(v)} son cardinal.

### Définition d'une coalition minimale gagnante
Une coalition est dite minimale gagnante si c'est une coalition gagnante dont tous les joueurs sont décisifs. On note {\displaystyle M(v)} l'ensemble des coalitions gagnantes de taille minimale (c'est-à-dire où chaque individu est décisif) et {\displaystyle M_{i}(v)} l'ensemble des coalitions gagnantes de taille minimale auquel le joueur i appartient.

### Définition d'un jeu monotone
Un jeu de vote remplissant la condition suivante :
est alors dit monotone.

### Définition d'un jeu pondéré
Un jeu simple est dit pondéré s'il existe un quota {\displaystyle q} et un poids {\displaystyle w_{i}>0} pour chaque joueur tel que :
- {\displaystyle v(S)=1}  si  {\displaystyle \sum _{i\in S}w_{i}\geq q}
- 0 sinon

Le jeu se note [{\displaystyle q}; {\displaystyle w_{1}}, ..., {\displaystyle w_{n}}]

### Exemple n°1
Le jeu de vote pour la Communauté Européenne en 1952 s'écrit :

### Définition d'un jeu propre
Un jeu simple est supposé propre si pour une coalition gagnante, le complémentaire de celle-ci est perdant:

### Définition d'un jeu fort
Un jeu simple est supposé fort si :
Remarque: Cette condition est plus contraignante que celle de la définition no 7. En effet un jeu pondéré est propre si {\displaystyle q>w/2}, avec :
Si l'on suppose {\displaystyle w} impaire, un jeu pondéré est fort si {\displaystyle q=(w+1)/2}.

### Exemple n°2
Voici un jeu important à quatre joueurs, où les calculs sont élémentaires, qui sert de référence :
On a un quota de 3 et le jeu suivant : [3;2,1,1,1].
On a quatre individus a, b, c et d, où a dispose d'un poids de 2 et les trois autres d'un poids de 1.
On peut écrire les coalitions gagnantes dans le tableau suivant :
Tableau no 1
| Coalitions gagnantes | a | b | c | d | d(S) = nombre de joueurs décisifs | s = taille de la coalition |
| -------------------- | - | - | - | - | --------------------------------- | -------------------------- |
| a,b                  | 1 | 1 | 0 | 0 | 2                                 | 2                          |
| a,c                  | 1 | 0 | 1 | 0 | 2                                 | 2                          |
| a,d                  | 1 | 0 | 0 | 1 | 2                                 | 2                          |
| a,b,c                | 1 | 0 | 0 | 0 | 1                                 | 3                          |
| a,b,d                | 1 | 0 | 0 | 0 | 1                                 | 3                          |
| a,c,d                | 1 | 0 | 0 | 0 | 1                                 | 3                          |
| b,c,d                | 0 | 1 | 1 | 1 | 3                                 | 3                          |
| a,b,c,d              | 0 | 0 | 0 | 0 | 0                                 | 4                          |

On peut ensuite écrire le tableau des coalitions minimales gagnantes :
Tableau no 2
| Coalitions gagnantes | a | b | c | d | d(S) = nombre de joueurs décisifs | s = taille de la coalition |
| -------------------- | - | - | - | - | --------------------------------- | -------------------------- |
| a, b                 | 1 | 1 | 0 | 0 | 2                                 | 2                          |
| a, c                 | 1 | 0 | 1 | 0 | 2                                 | 2                          |
| a, d                 | 1 | 0 | 0 | 1 | 2                                 | 2                          |
| b, c, d              | 0 | 1 | 1 | 1 | 3                                 | 3                          |

## Neuf indices de pouvoirs
La liste des indices suivante est non exhaustive, ne comprend pas certaines mesures trop similaires des indices présentés et ne recense pas les indices mesurant la satisfaction (plutôt que le pouvoir des votants).
Correctif : tout électeur a un certain pouvoir d'influence sur le résultat du scrutin à condition, naturellement, d'émettre un suffrage exprimé. Ce pouvoir consiste évidemment à augmenter la probabilité d'un résultat conforme à son propre choix, autrement dit, à augmenter la probabilité pour que le résultat du scrutin lui donne satisfaction. On montre que, pour un choix dichotomique, les deux probabilités sont liées par la relation : S=1/2+P/2 si, et seulement si, P désigne "l'indice de pouvoir brut de Banzhaf". Par conséquent, tous les autres indices exposés ci-après et mesurant prétendument le pouvoir de vote sont erronés. 

### Indice de Shapley-Shubick
Le premier indice de pouvoir est celui de Shapley-Shubik et il a été formulé par Lloyd Shapley et Martin Shubik en 1954. Il s'agit à l'origine de la Valeur de Shapley un concept de Théorie des jeux construit pour être appliqué aux jeux sous forme de fonction caractérisant la classe des jeux simples. Shapley et Shubik l'ont proposé comme une mesure de pouvoir a priori dans un processus de vote.
Principe : On considère un groupe d'individus votant l'amendement d'une loi selon la procédure qui suit :
1. ils votent chacun leur tour ;
2. dès qu'une majorité est atteinte, l'individu qui a voté en dernier reçoit une "unité de pouvoir" (puisque l'amendement est passé grâce à sa voix).

Remarque no 1: L'individu en question est décisif dans la coalition formée par lui-même et tous ceux qui le précèdent.
Idée de l'indice: Si l'on suppose que l'ordre dans lequel les individus prennent part au vote est déterminé de manière aléatoire et équiprobable, on peut déterminer le nombre moyen de fois où individu donné est décisif.
Formulation mathématique : L'indice de Shapley-Shubick pour le joueur {\displaystyle i}:
où {\displaystyle n!} donne tous les ordres de passage possibles et {\displaystyle v(S)-v(S-{i})} permet de repérer les fois où l'individu i est décisif.
Remarque no 2 : Cette expression revient à diviser le nombre de permutations des joueurs pour lesquelles le joueur i est décisif par le nombre total de permutations possibles.

Remarque no 3 : Comme toutes permutation comprend un et seul joueur décisif, cela implique que l'on a : 
En appliquant le principe de calcul de l'indice avec le tableau no 1, on obtient:
- {\displaystyle SS_{a}(v)=(3\times {\frac {(2-1)!\times (4-2)!}{24}})+(3\times {\frac {(3-1)!\times (4-3)!}{24}})={\frac {6}{24}}+{\frac {6}{24}}={\frac {12}{24}}={\frac {1}{2}}}
- {\displaystyle SS_{b}(v)=SS_{c}(v)=SS_{d}(v)={\frac {1}{6}}}

### Indice de Banzhaf
John Francis Banzhaf III a proposé un indice qui diffère peu de celui de Shapley-Shubik. Son objectif était d'aider à résoudre certains débats juridiques concernant les normes d'équité constitutionnelles pour les systèmes de représentation électorale (Banzhaf voulait prouver objectivement que le système de vote au Conseil du Comté de Nassau était injuste).
Banzhaf considère, comme Shapley et Shubik, que la mesure du pouvoir du joueur i doit dépendre du nombre de fois où il est décisif.
Toutefois le processus de décision de Banzhaf n'est pas séquentiel (il ne considérait pas qu'il fallait, comme dans le cas de Shapley-Shubik, un ordre d'arrivé): les coalitions votent bloc. Par conséquent le "score" de Banzhaf du joueur i est le nombre de coalitions possibles (et non le nombre de permutations possibles) pour lesquels i est décisif.
Le fonctionnement de l'indice de Banzhaf est très simple: on regarde le nombre de fois où un joueur est décisif et on divise par le nombre de fois  où tous les joueurs sont décisifs.
Indice normalisé de Banzhaf : Pour un jeu (N, v) l'indice normalisé de Banzhaf du joueur {\displaystyle i} est défini par: 
En reprenant à nouveau l'exemple 2, on observe que les joueurs sont décisifs 12 fois (la somme des 1 du tableau no 1 vaut 12), et d'où :
- a = 6 fois décisifs {\displaystyle \rightarrow } {\displaystyle B_{a}={\frac {6}{12}}={\frac {1}{2}}}
- b = c = d = 2 fois décisifs {\displaystyle \rightarrow } {\displaystyle B_{i}={\frac {2}{12}}={\frac {1}{6}},\forall i=b,c,d}

Dubey et Shapley ont proposé une autre pondération du score de Banzhaf.

Indice de Banzhaf non normalisé: Pour un jeu (N, v) l'indice non normalisé de Banzhaf du joueur {\displaystyle i} est défini par :
où le {\displaystyle {2^{n-1}}} est le nombre de coalitions possibles pour les joueurs autre que i.

Remarque no 1 : Cette formulation de l'indice Banzhaf, que Dubey et Shapley justifient par des arguments probabilistes est la plus utilisée dans la littérature.

Remarque no 2 : L'indice normalisé de Banzhaf est souvent associé au nom de Coleman et l'indice non normalisé trouve son origine dans les travaux de Penrose.
En reprenant l'exemple no 2, on a :
- {\displaystyle Bn_{a}={\frac {3}{8}}}
- {\displaystyle Bn_{i}={\frac {1}{8}},\forall i=b,c,d}

### Indice de Johnston
Johnston propose une modification de la pondération de l'indice de Banzhaf, en considérant que la mesure du pouvoir devrait dépendre du nombre de joueurs décisifs dans une coalition donnée.
L'idée est que moins il y a de joueurs décisifs dans une coalition plus le pouvoir d'un seul joueur décisif sera fort.

Dans un jeu (N, v), le score de Johnston du joueur {\displaystyle i} est défini par:
où {\displaystyle d(S)} est le nombre de pivots dans la coalition {\displaystyle S}.
Indice de Johnston: Pour un jeu (N, v), l'indice de Johnston du joueur {\displaystyle i} est:
En reprenant l'exemple no 2, on a :
- {\displaystyle SJ_{a}={\frac {1}{2}}+{\frac {1}{2}}+{\frac {1}{2}}+1+1+1={\frac {3}{2}}+3={\frac {9}{2}}}
- {\displaystyle SJ_{i}={\frac {1}{2}}+{\frac {1}{3}}={\frac {5}{6}},\forall i=b,c,d}

D'où: {\displaystyle \sum _{j=1}^{n}SJ_{j}(v)={\frac {9}{2}}+{\frac {15}{6}}={\frac {42}{6}}}
Et on obtient alors:
- {\displaystyle J_{a}={\frac {\frac {9}{2}}{\frac {42}{6}}}={\frac {27}{42}}}
- {\displaystyle J_{i}={\frac {\frac {5}{6}}{\frac {42}{6}}}={\frac {5}{42}},\forall i=b,c,d}

### Indice de Deegan-Packel
Deegan et Packel ont proposé un indice de pouvoir basé sur le principe de taille de Riker. Ce principe revient à considérer que seules se forment les coalitions minimales gagnantes. L'indice de Deegan-Packel est obtenu en supposant que seules les coalitions minimales gagnantes se forment de manière équiprobable et que chaque joueur d'une coalition minimale gagnante reçoit un "montant de pouvoir" inversement proportionnel à la taille de cette coalition.
Indice de Deegan-Packel : Pour un jeu (N, v), l'indice de Deegan-Packel du joueur {\displaystyle i} est:
Ici:
- {\displaystyle m(v)} est le nombre de coalitions minimales gagnantes,
- {\displaystyle M(v)} la coalition minimale gagnante,
- {\displaystyle v(S)-v(S-{i})} indique lorsque i est pivot ({\displaystyle \neq 0}).

En reprenant l'exemple no 2, à partir du tableau no 2 (vu que l'on se sert de coalitions minimales gagnantes), on a :
- {\displaystyle DP_{a}={\frac {1}{4}}\times {\frac {3}{2}}={\frac {3}{8}}}
- {\displaystyle DP_{i}={\frac {1}{4}}\times ({\frac {1}{2}}+{\frac {1}{3}})={\frac {5}{24}},\forall i=b,c,d}

### Indice de Hollard-Packel
Hollard et Packel ont proposé une modification de l'indice de Deegan-Packel en supposant que tous les joueurs d'une coalition minimale gagnante reçoivent le même montant de pouvoir quelle que soit la taille de la coalition. Il s'agit d'une redéfinition de l'indice de Deegan-Packel afin de prendre en compte les situations où la valeur associée à une coalition gagnante correspond à un bien collectif dont tous les membres de la coalition peuvent profiter sans exclusion ni rivalité (et non a un bien privée divisible): quand on prend une {\displaystyle m(v)}, tout le monde a le même pouvoir (considéré comme un bien public non divisible).

Dans un jeu (N, v), le score de Hollard-Packel du joueur {\displaystyle i} est : 
Indice de Hollard-Packel: Pour un jeu (N, v), l'indice de Hollard-Packel du joueur {\displaystyle i} est:
En reprenant l'exemple no 2, on obtient :
- {\displaystyle SHP_{a}={\frac {3}{4}}}
- {\displaystyle SHP_{i}={\frac {2}{4}},\forall i=b,c,d}

D'où:
- {\displaystyle \sum _{j=1}^{n}SHP_{j}(v)={\frac {3}{4}}+3\times {\frac {2}{4}}={\frac {3}{4}}+{\frac {6}{4}}={\frac {9}{4}}}

Et:
- {\displaystyle HP_{a}={\frac {\frac {3}{4}}{\frac {9}{4}}}={\frac {1}{3}}}
- {\displaystyle HP_{i}={\frac {\frac {2}{4}}{\frac {9}{4}}}={\frac {2}{9}},\forall i=b,c,d}

### Indice de Curiel
Un nouvel indice, fondé sur le principe de taille de Riker (comme les indices de Deegan-Packel et Hollard-Packel), est proposé par Curiel. Dans cet indice, Curiel relâche l’hypothèse, bien qu'implicite, d'équiprobabilité d'occurrence ou de formation des coalitions minimales gagnantes. Curiel associe à chaque coalition {\displaystyle S\subset N}, {\displaystyle S\neq \varnothing } un poids {\displaystyle r_{S}>0} qui représente une de la probabilité d'occurrence de la coalition S. Pour un ensemble de coalition C, on note {\displaystyle \sum _{S\in C}r_{S}} par r(C). Pour tout jeu simple (N, v) et toute coalition {\displaystyle S\in 2^{N}}, la probabilité d'occurrence de la coalition S, {\displaystyle p_{S}(v)}, est définie par :
- {\displaystyle p_{S}(v)=0} si {\displaystyle S\not \in M(v)},
- {\displaystyle p_{S}(v)={\frac {r_{S}}{r(M(v))}}} si {\displaystyle S\in M(v)}

Pour toute coalition S:
- {\displaystyle p_{S}(v)=0},
- {\displaystyle p(M(v))=\sum _{S\in M(v)}p_{S}(v)=1}

Dans un jeu (N, v), le score du Curiel du joueur {\displaystyle i} est : 
Indice de Curiel : Pour un jeu (N, v), l'indice de Curiel du joueur {\displaystyle i} est:
Remarque no 1 : L'indice ne peut se calculer sans connaître les poids {\displaystyle r_{s}}.

Remarque no 2 : La première distribution de poids suggérée par Curiel revient à supposer l'équiprobabilité d'occurrence des coalitions minimales gagnantes. Dans ce cas l'indice de Curiel coïncide avec celui de Hollard-Packel.

Remarque no 3: Une seconde distribution de poids consiste à supposer que la probabilité d'occurrence d'une coalition est inversement proportionnelle à sa taille. Dans ce cas l'indice de Curiel est identique à celui de Deegan-Packel.

### Indice de Colomer-Martinez
Un nouvel indice de pouvoir, également fondé sur le principe de taille de Riker, est proposé par Colomer et Martinez,.

Ces derniers défendent l'idée selon laquelle un indice de pouvoir, dans le cadre bien défini de la genèse d'une coalition gouvernementale, à deux fonctions: 
- estimer la capacité d'un parti à faire basculer le résultat d'un vote,
- mesurer le pouvoir de ce parti au sein des coalitions auxquelles il appartient.

Pour un jeu simple pondéré {\displaystyle v:[q;w_{1},...,w_{n}]}, l'indice de Colomer-Martinez du joueur {\displaystyle i} est:
En reprenant l'exemple no 2, on obtient:
- {\displaystyle CM_{a}(v)={\frac {1}{2}}}
- {\displaystyle CM_{i}(v)={\frac {1}{6}},\forall i=b,c,d}

### Indice d'Andjiga-Berg
Deux chercheurs, Andjiga en 1996 et Berg en 1999, ont, indépendamment l'un de l'autre, proposé un indice reposant sur les deux principes suivant :
1. Seules les coalitions gagnantes peuvent se former et ce de manière équiprobable.
2. Dans une coalition S un joueur i obtient une fraction de pouvoir qui est inversement proportionnelle à la taille de la coalition S tant que le joueur i est décisif dans S.

Le score d'Andjiga-Berg du joueur {\displaystyle i} est donné par:

où {\displaystyle g(v)} désigne le nombre de coalitions gagnantes.

L'indice d'Andjiga-Berg du joueur {\displaystyle i} est:

En reprenant l'exemple no 2, on obtient:
- {\displaystyle AB_{a}(v)={\frac {1}{2}}}
- {\displaystyle AB_{i}(v)={\frac {1}{6}},\forall i=b,c,d}

### Indice de Chakravarty
Chakravarty a proposé en 2000 ce dernier indice en suggérant que le pouvoir absolu d'un joueur {\displaystyle i}, dans le cadre des jeux pondérés, peut être mesuré par le nombre de fois où il est décisif, pondéré par son poids {\displaystyle w_{i}}.

La fraction de pouvoir absolu total qu'un joueur possède définit donc son pouvoir.

Remarque : La justification donné par l'auteur est principalement d'ordre théorique vu qu'il s'agit pour lui de proposer une sophistication de l'indice normalisé de Banzhaf {\displaystyle B_{i}(v)} dotée de "bonnes" propriétés, que ne possède pas l'indice d'origine.

L'indice de Chakravarty du joueur {\displaystyle i} dans le jeu {\displaystyle v:[q;w_{1},...,w_{n}]} est donné par:

En reprenant l'exemple no 2, on obtient:
- {\displaystyle C_{a}(v)={\frac {2}{3}}}
- {\displaystyle C_{i}(v)={\frac {1}{9}},\forall i=b,c,d}

## Éléments de comparaison

### LeConseil des Ministres de la CEEen 1958
Au Conseil de l'Europe en 1958 six pays étaient représentés. Le tableau suivant indique la répartition des sièges entre les pays:
Tableau no 3: Répartition des sièges au Conseil des Ministres de la CEE en 1958

| Allemagne | France | Italie | Belgique | Pays-Bas | Luxembourg |
| --------- | ------ | ------ | -------- | -------- | ---------- |
| 4         | 4      | 4      | 2        | 2        | 1          |

À l'époque la majorité était fixée à 12 voix. On a donc le jeu suivant : [12;4,4,4,2,2,1].

Certains pays ayant le même nombre de sièges (Allemagne, France et Italie), on les regroupe pour plus de facilité. On a donc trois groupes :
- {\displaystyle J1} = {Allemagne, France et Italie}
- {\displaystyle J2} = {Belgique et Pays-Bas}
- {\displaystyle J3} = {Luxembourg}

On donc le tableau de résultats suivant :

Tableau no 4 : Résultats des indices pour le Conseil des Ministres de la CEE en 1958

| Indice | {\displaystyle J_{1}(4)} | {\displaystyle J_{2}(2)} | {\displaystyle J_{3}(1)} |
| ------ | ------------------------ | ------------------------ | ------------------------ |
| SS     | 23,33                    | 15                       | 0                        |
| B      | 23,81                    | 14,29                    | 0                        |
| J      | 25                       | 12,5                     | 0                        |
| DP     | 20,83                    | 18,75                    | 0                        |
| HP     | 20                       | 20                       | 0                        |

On rappelle que dans ce tableau SS = Shapley-Shubik, B = Banzhaf, J = Jonhston, DP = Deegan-Packel et HP = Hollard-Packel.
Remarque no 1 : On constate que l'indice de Hollard-Packel accorde le même pouvoir au groupe {\displaystyle J_{1}} et {\displaystyle J_{2}}. On constate que le Luxembourg, quel que soit l'indice, n'a aucun pouvoir.
Si maintenant on change la majorité, on remplace 12 par 9, on obtient le jeu [9;4,4,4,2,2,1]. On conserve tous les autres paramètres. On obtient donc le tableau de résultats suivant :

Tableau no 5: Résultats des indices pour le Conseil des Ministres de la CEE en 1958 avec une majorité  à 9 voix

| Indice | {\displaystyle J_{1}(4)} | {\displaystyle J_{2}(2)} | {\displaystyle J_{3}(1)} |
| ------ | ------------------------ | ------------------------ | ------------------------ |
| SS     | 23,33                    | 10                       | 10                       |
| B      | 23,33                    | 10                       | 10                       |
| J      | 25,38                    | 7,95                     | 7,95                     |
| DP     | 19,87                    | 13,46                    | 13,46                    |
| HP     | 19,05                    | 14,29                    | 14,29                    |

Remarque no 2 : On constate que tous les indices le même pouvoir au groupe {\displaystyle J_{2}} et {\displaystyle J_{3}}. On constate que l'abaissement de la majorité a laissé le pouvoir du groupe {\displaystyle J_{1}} quasi inchangé, tandis que le groupe {\displaystyle J_{2}} a perdu jusqu'à un tiers de son pouvoir.

### Le Conseil de l'Union européenne en 1995
Au Conseil de l'Europe en 1995, quinze pays étaient représentés. Il y avait 87 voix à partager. Le tableau suivant indique la répartition des sièges entre les pays :
Tableau no 6 : Répartition des sièges au Conseil de l'Union européenne en 1995

| Allemagne | France | Grande-Bretagne | Italie | Espagne | Belgique | Grèce | Pays-Bas | Portugal | Suède | Autriche | Danemark | Finlande | Irlande | Luxembourg |
| --------- | ------ | --------------- | ------ | ------- | -------- | ----- | -------- | -------- | ----- | -------- | -------- | -------- | ------- | ---------- |
| 10        | 10     | 10              | 10     | 8       | 5        | 5     | 5        | 5        | 4     | 4        | 3        | 3        | 3       | 2          |

À l'époque la majorité était fixé à 62 voix. On a donc le jeu suivant : [62;10,10,10,10,8,5,5,5,5,4,4,3,3,3,2].

Certains pays ayant le même nombre de sièges (Allemagne, France et Italie), on les regroupe pour plus de facilité. On a donc six groupes:
- {\displaystyle J1} = {Allemagne, France, Grande-Bretagne et Italie}
- {\displaystyle J2} = {Espagne}
- {\displaystyle J3} = {Belgique, Grèce et Pays-Bas, Portugal}
- {\displaystyle J4} = {Autriche et Suède}
- {\displaystyle J5} = {Danemark, Finlande et Irlande}
- {\displaystyle J6} = {Luxembourg}

On a donc le tableau de résultats suivant :

Tableau no 7: Résultats des indices pour le Conseil de l'Union européenne en 1995

| Indice | {\displaystyle J_{1}(10)} | {\displaystyle J_{2}(8)} | {\displaystyle J_{3}(5)} | {\displaystyle J_{4}(4)} | {\displaystyle J_{5}(3)} | {\displaystyle J_{6}(2)} |
| ------ | ------------------------- | ------------------------ | ------------------------ | ------------------------ | ------------------------ | ------------------------ |
| SS     | 11,67                     | 9,55                     | 5,52                     | 4,54                     | 3,53                     | 2,07                     |
| B      | 11,16                     | 9,24                     | 5,87                     | 4,79                     | 3,59                     | 2,26                     |
| J      | 13,30                     | 10,01                    | 4,90                     | 3,77                     | 2,67                     | 1,67                     |
| DP     | 8,22                      | 7,51                     | 6,47                     | 6,08                     | 5,72                     | 4,4                      |
| HP     | 8,09                      | 7,43                     | 6,5                      | 6,13                     | 5,82                     | 4,5                      |

On rappelle que dans ce tableau SS = Shapley-Shubik, B = Banzhaf, J = Jonhston, DP = Deegan-Packel et HP = Hollard-Packel.
Remarque no 3: On constate que les indices de Deegan-Packel et de Hollard-Packel accordent des pouvoirs similaires aux groupes {\displaystyle J_{3}} et {\displaystyle J_{4}}.
Si maintenant on change la majorité, on remplace 62 par 44, on obtient le jeu [44;10,10,10,10,8,5,5,5,5,4,4,3,3,3,2]. On conserve tous les autres paramètres.

On a donc le tableau de résultats suivant :

Tableau no 8: Résultats des indices pour le Conseil de l'Union européenne en 1995 avec une majorité  à 44 voix

| Indice | {\displaystyle J_{1}(10)} | {\displaystyle J_{2}(8)} | {\displaystyle J_{3}(5)} | {\displaystyle J_{4}(4)} | {\displaystyle J_{5}(3)} | {\displaystyle J_{6}(2)} |
| ------ | ------------------------- | ------------------------ | ------------------------ | ------------------------ | ------------------------ | ------------------------ |
| SS     | 11,83                     | 9,17                     | 5,56                     | 4,64                     | 3,26                     | 2,18                     |
| B      | 11,72                     | 9,14                     | 5,61                     | 4,68                     | 3,32                     | 2,20                     |
| J      | 14,84                     | 9,83                     | 4,15                     | 3,24                     | 2,12                     | 1,37                     |
| DP     | 7,32                      | 7,30                     | 6,74                     | 6,54                     | 6,17                     | 4,86                     |
| HP     | 7,03                      | 7,12                     | 6,81                     | 6,65                     | 6,39                     | 5,09                     |

Remarque no 4: On constate que l'indice de Hollard-Packel accorde un pouvoir supérieur au groupe {\displaystyle J_{2}} qu'au groupe {\displaystyle J_{1}}.

## Postulats et paradoxes

### Paradoxe de la monotonie
Soit (N, v) un jeu de vote avec un quota {\displaystyle q} et une distribution de pouvoirs ({\displaystyle w_{1}}, ..., {\displaystyle w_{n}}). L'indice {\displaystyle \alpha } est sujet au paradoxe de la monotonie s'il existe deux joueurs {\displaystyle i} et {\displaystyle j} tels que:
- {\displaystyle w_{i}>w_{j}} et {\displaystyle \alpha _{i}(v)<\alpha _{j}(v)}

Exemple no 6: HP dans le tableau no 8

### Paradoxe du transfert
Soit (N, v) un jeu de vote avec un quota {\displaystyle q} et une distribution de pouvoirs ({\displaystyle w_{1}}, ..., {\displaystyle w_{n}}) et (N', v') un jeu de vote avec un quota q et une distribution de pouvoirs ({\displaystyle w_{1}'}, ..., {\displaystyle w_{n}'}) tels que:{\displaystyle \sum _{j=1}^{n}w_{j}=\sum _{j=1}^{n}w_{j}'}.

Supposons qu'il existe {\displaystyle i} vérifiant pour tout {\displaystyle i\neq j}, que {\displaystyle w_{j}'\geq w_{j}} (par conséquent {\displaystyle w_{i}'<w_{i}}).

L'indice {\displaystyle \alpha } est sujet au paradoxe du transfert si :{\displaystyle \alpha _{i}(v')>\alpha _{i}(v)}.
Exemple no 7: Soit les jeux [8;5,3,1,1,1] et [8;4,4,1,1,1]. Ils ne diffèrent que par la différence de poids entre les deux premiers joueurs: dans le premier jeu le joueur no 1 a un poids de 5 et le joueur no 2 un poids de 3, alors que dans le second jeu les deux joueurs ont un poids de 4.
Les deux tableaux suivants donnent les résultats des combinaisons gagnantes des jeux :

Tableau no 9: Les coalitions minimales gagnantes du premier jeu
| Coalitions minimales gagnantes | 1 | 2 | 3 | 4 | 5 | d(S) | s |
| ------------------------------ | - | - | - | - | - | ---- | - |
| 1,2                            | 1 | 1 | 0 | 0 | 0 | 2    | 2 |
| 1,3,4,5                        | 1 | 0 | 1 | 1 | 1 | 4    | 4 |

Tableau no 10 : Les coalitions minimales gagnantes du second jeu
| Coalitions minimales gagnantes | 1 | 2 | 3 | 4 | 5 | d(S) | s |
| ------------------------------ | - | - | - | - | - | ---- | - |
| 1,2                            | 1 | 1 | 0 | 0 | 0 | 2    | 2 |

Avec l'indice de Deegan-Packel on obtient les résultats suivants:

Tableau no 11: Les résultats pour l'indice de Deegan-Packel des deux jeux
| Joueur | Jeux no 1                      | Jeux no 2                      |
| ------ | ------------------------------ | ------------------------------ |
| 1      | {\displaystyle {\frac {3}{8}}} | {\displaystyle {\frac {1}{2}}} |
| 2      | {\displaystyle {\frac {1}{4}}} | {\displaystyle {\frac {1}{2}}} |
| 3      | {\displaystyle {\frac {1}{8}}} | 0                              |
| 4      | {\displaystyle {\frac {1}{8}}} | 0                              |
| 5      | {\displaystyle {\frac {1}{8}}} | 0                              |

### Paradoxe du bloc
Soit (N, v) un jeu de vote avec un quota {\displaystyle q} et une distribution de pouvoirs ({\displaystyle w_{1}}, ..., {\displaystyle w_{n}}) et {\displaystyle (N-{j},v')} un nouveau jeu de vote le même quota q et une distribution de poids ({\displaystyle w_{1}'}, ..., {\displaystyle w_{j-1}'}, {\displaystyle w_{j+1}'}, ..., {\displaystyle w_{n}'}) tels que pour tout {\displaystyle k\neq {i,j}}, {\displaystyle w_{k}'=w_{k}} et {\displaystyle w_{i}'=w_{i}+w_{j}}.

L'indice {\displaystyle \alpha } est sujet au paradoxe du bloc si :{\displaystyle \alpha _{j}(v)>0} et {\displaystyle \alpha '_{i}(v')<\alpha _{i}(v)}.
Exemple no 8: Soit les jeux [25;9,9,7,1,1,1,1,1,1,1] et [25;10, 9,7,1,1,1,1,1,1]. Ils ne diffèrent que le transfert du poids du dernier joueur du jeu no 1 sur celui du premier joueur du jeu no 2 :
- {\displaystyle 9\rightarrow 10}
- {\displaystyle 1\rightarrow 0}

On passe donc d'un jeu à dix joueurs à un jeu à neuf joueurs.

On peut aussi regrouper les joueurs ayant même poids.

On a donc pour le jeu no 1:
- {\displaystyle J1} {\displaystyle \rightarrow } {Les joueurs ayant un poids de 9}
- {\displaystyle J2} {\displaystyle \rightarrow } {Le joueur ayant un poids de 7}
- {\displaystyle J3} {\displaystyle \rightarrow } {Les joueurs ayant un poids de 1}

On a donc pour le jeu no 2 :
- {\displaystyle J1} {\displaystyle \rightarrow } {Le joueur ayant un poids de 10}
- {\displaystyle J2} {\displaystyle \rightarrow } {Le joueur ayant un poids de 9}
- {\displaystyle J3} {\displaystyle \rightarrow } {Le joueur ayant un poids de 7}
- {\displaystyle J4} {\displaystyle \rightarrow } {Les joueurs ayant un poids de 1}

On observe ce paradoxe avec l'indice de Banzhaf dans les tableaux suivants :

Tableau no 12 : Les résultats pour le jeu no 1
| Indice  | A     | B                                  | C                                |
| ------- | ----- | ---------------------------------- | -------------------------------- |
| Banzhaf | 0,329 | {\displaystyle {\frac {127}{392}}} | {\displaystyle {\frac {1}{392}}} |

Tableau no 13 : Les résultats pour le jeu no 2
| Indice  | A     | B     | C                                 | D                                |
| ------- | ----- | ----- | --------------------------------- | -------------------------------- |
| Banzhaf | 0,327 | 0,327 | {\displaystyle {\frac {63}{199}}} | {\displaystyle {\frac {1}{199}}} |

Remarque no 5 : Alors qu'on a augmenté son poids de 1, le premier joueur a non seulement le même pouvoir que le second joueur, qui lui a un poids de 9, mais en plus il a perdu du pouvoir par rapport à la configuration antérieur.

### Tableau résumant les paradoxes
Tableau no 14 : Les paradoxes en fonction des indices
| Indices               | Bloc | Monotone | Transfert |
| --------------------- | ---- | -------- | --------- |
| Shapley-Shubik        | oui  | oui      | oui       |
| Banzhaf non normalisé | oui  | oui      | oui       |
| Banzhaf               | non  | oui      | non       |
| Johnston              | non  | oui      | non       |
| Deegan-Packel         | non  | non      | non       |
| Hollard-Packel        | non  | non      | non       |

## Interprétation probabiliste des indices de pouvoirs
L'intuition d'Owen et Straffin repose sur l'idée que l'ordre de Shapley-Shubick est inadapté car il ne fonctionne pas dans la réalité.
Idée:

Repose sur la probabilité d'être pivot. Le problème est de montrer qu'il s'agit d'une probabilité. C'est pourquoi Straffin a créé un vecteur d'acceptabilité ({\displaystyle P_{1}}, ..., {\displaystyle P_{n}}) avec {\displaystyle P_{i}}: la probabilité que {\displaystyle i} dise oui {\displaystyle \rightarrow } on va mettre des hypothèses sur les probabilités :
1. Indépendance : chaque {\displaystyle P_{i}} est choisi indépendant dans une uniforme [0,1].
2. Homogénéité : on tire un chiffre au hasard entre 0 et 1, {\displaystyle P} et tout le monde à la même.

On note {\displaystyle \alpha _{i}} la probabilité que l'individu {\displaystyle i} soit pivot.
Proposition: La probabilité {\displaystyle \alpha _{i}} est égale à {\displaystyle B_{i}}, pouvoir de Banzhaf, sous l'hypothèse d'indépendance et à {\displaystyle SS_{i}}, pouvoir de Shapley-Shubik, sous l'hypothèse d'homogénéité.
La démonstration de cette proposition repose sur le calcul de la probabilité que tous les individu sauf i qui se trouvent dans une coalition gagnante et votent oui, les autres non, et que l'individu {\displaystyle i} soit pivot (hors coalition).

## Sources et références
1. ↑  LEECH D., 2000, An Empirical Comparison of the Performance of Classical Power Indices, Political Studies n°50, pages 1 à 22
2. ↑  DEMANGE G., 2001, Commentaires de l'article de F.Bobay, Revue française d'économie n°16, pages 63 à 72
3. ↑  Deux autres exemples illustrent notre propos et à partir desquels on constate que la notion de pouvoir est plus ou moins indépendante du nombre de sièges (autrement dit la notion de pouvoir n'est pas évidente) :
  - Exemple n°1 : Un Conseil d'administration : On a trois joueurs: le joueur A (50 sièges), le joueur B (49 sièges) et le joueur C (1 siège). Pour qu'une décision soit prise il faut obtenir la majorité des voix du conseil, soit au moins 51 voix. Les majorités obtenues sont les suivantes : A et B ensemble (99 voix), A et C ensemble (51 voix) et A, B et C ensemble (100 voix). On observe de manière évidente que A a du pouvoir car il est indispensable à la construction d'une majorité. Par contre on constate que B et C ont le même pouvoir alors que B a 49 fois plus de poids que C.
  - Exemple n°2 : Le 8e Bundestag: Les élections du 3 octobre 1976 ont donné la répartition suivante: le groupe CDU/CSU (243 sièges), le groupe SPD (214 sièges) et le groupe FDP (39 sièges). Pour qu'une décision soit prise il faut obtenir la majorité des voix du parlement, soit au moins 249.Les majorités obtenues sont les suivantes : la coalition de la CDU/CSU et du SPD (457 sièges), la coalition de la CDU/CSU et du FDP (282 sièges), la coalition du SPD et du FDP (253 sièges) et la coalition de la CDU/CSU, du SPD et du FDP (496 sièges). On observe donc que les trois partis ont exactement le même pouvoir : en considérant les quatre combinaisons possibles, les trois groupes interviennent chacun trois fois. Ce résultat apparaît cohérent pour les groupes CDU/CSU et SPD, qui sont relativement peu éloignés en nombre de sièges. En ce qui concerne le FDP, cette conclusion n'est pas évidente du fait que ce groupe a 6,23 fois moins de députés que la CDU/CSU et 5,49 fois moins que le SPD.
4. ↑  Même si ce constat est posé, il reste que les travaux précurseurs de Martin (voir la référence sur Riker) et, encore plus, de Penrose ne doivent pas être minimisés. Pour ces aspects historiques se référer aux contributions de Falk, Felsenthal et Machover
5. 1 2  SHAPLEY, L.S. and M. SHUBIK, 1954, A Method for Evaluating the Distribution of Power in a Committee System, American Political Science Review n°48, pages 787-792, 1954
6. 1 2  John F. Banzhaf III (1965), Weighted voting doesn't work: A mathematical analysis, Rutgers Law Review n°19 (2): pages 317 à 343
7. ↑  FELSENTHAL D.S. et M.MACHOVER, 1998, The measurement of Voting Power: Theory and Practice, Problems and Paradoxes, Edward Elgar
8. ↑  HOLLER M.J. et G. OWEN (éds), 2001, Power Indices and Coalition Formation, Kluwer Academic Publishers
9. ↑  Falk considère, a priori à bon escient, que le centre de gravité de la recherche (théorique et empirique) sur les indices de pouvoir s'est déplacé au cours des dernières années des États-Unis vers l'Europe
10. ↑  On note en lettre majuscule les ensembles et en lettre minuscule correspondante le nombre d'éléments de ces ensembles
11. ↑  SHAPLEY L.S., 1953, A Value for n-Person Games, In H.W. Kuhn et A.W. Tucker, Contributions to the Theory of Games II, Annals of Mathematics Studies n°28 pages 307 à 317
12. ↑  DUBEY P.et L.S. SHAPLEY, 1979, Mathematical Properties of the Banzhaf Power Index, Mathematics of Operations Research 4, pages 99 à 131
13. ↑  PENROSE T., 2000, Voting Power in a Ideological Spectrum: The Markov Polya Index, Mathematical Social Science 40, pages 215 à 226
14. ↑  JOHNSTON R. J., 1978, On the measurement of power: Some Reactions to Laver, Environnement and Planning n°10, pages 907 à 914
15. ↑  DEEGAN J. et E.W. PACKEL, 1978, A New Index of Power for Simple n-Person Games, International Journal of Game Theory n°7, pages 113 à 123
16. ↑  RIKER W.H., 1962, The Theory of political Coalitions, Yales University Press, New Haven and London
17. ↑  HOLLER M.J. et E.W. PACKEL, 1983, Power, Luck and the Right Index, Journal of Economics n°43, pages 21 à 29
18. ↑  L'indice de Hollard-Packel est également connu pour cette raison sous le nom de Public Good Index
19. ↑  CURIEL I.J., 1987, A Class of Non-Normalized Power Indices for Simples Games, Mathematical Social Sciences n°13, pages 141 à 152
20. ↑  En d'autres termes, on a {\displaystyle rs=|x|^{-1}}.
21. ↑  COLOMER J.M., 1996, Measuring Parliamentary Deviation, European Journal of Political Research n°30, Pages 87 à 101
22. ↑  COLOMER J.M. et F. MARTINEZ, 1995, The Paradox of Coalition Trading, Journal of Theoretical Politics n°7, pages 41 à 63
23. ↑  ANDJIGA N.G., 1996, Bargaining Models of Values for TU-Games, mimeo
24. ↑  BERG S., 1999, On Voting Power Indices and Class of Probability Distributions with Applications to EU Data, Group Decision and Negotiation n°8, pages 17 à 31
25. ↑  CHAKRAVARTY S.R., 2000, Measurement of Power in Weigthed Majority Games, mimeo